# 黑鰭星天竺鯛
黑鰭星天竺鯛（學名：Astrapogon puncticulatus），為輻鰭魚綱鈎頭魚目天竺鯛科星天竺鯛屬下的一個種，分布於西大西洋美國佛羅里達州南部、安地列斯群島、加勒比海、巴哈馬到巴西海域，深度0至8公尺，本魚體延長，長橢圓形，體稍側扁，頭大、眼大，口大且斜裂，頜齒細小，鋤骨和腭骨通常具齒，舌上無齒，前鰓蓋骨平滑，體被圓鱗，背鰭2個，尾鰭截形，體色紅色，魚鰭褐色具有深色斑點排列，體長可達8公分，棲息在海草床，屬肉食性，白天躲在海螺殼中，夜晚出來覓食，以浮游生物為食，繁殖期時，雄魚具有口孵習性，卵約7日化成仔魚，由雄魚吐出，具短暫的仔魚飄浮期，生活習性不明。